# Hinterer Sajatkopf
Hinterer Sajatkopf är en bergstopp i Österrike. Den ligger i distriktet Lienz och förbundslandet Tyrolen, i den centrala delen av landet. Toppen på Hinterer Sajatkopf är 3 098 meter över havet.
Den högsta punkten i närheten är Kreuzspitze, 3 146 meter över havet, norr om Hinterer Sajatkopf.
Trakten runt Hinterer Sajatkopf består i huvudsak av kala bergstoppar och alpin tundra.